# El Cristo (Oviedo)
El Cristo es un barrio de Oviedo, Asturias, perteneciente al Distrito 5. Toma su nombre de la parroquia del Cristo de las Cadenas y de la avenida que lo atraviesa y une la iglesia con el núcleo urbano.
Tiene una población de 6 510 habitantes que se ha visto aumentada en los últimos años a consecuencia del auge del vecino barrio de Montecerrao.

## Equipamientos sociales
El Cristo acoge desde hace años el campus universitario del Cristo, de la Universidad de Oviedo que incluye las facultades de Ciencias Económicas y Empresariales, la Escuela de Gestión y Administración Pública y la de Relaciones Laborales, las facultades de Derecho, Medicina, Química, Biología y las Escuelas de Enfermería y Fisioterapia, de Estomatología y de Bioquímica.
En El Cristo están también la Escuela de Artes y Oficios y la Escuela Oficial de Idiomas de Oviedo.
Cuenta con dos Centros Sociales, un Centro de Estudio y un Centro de Salud.

## Deporte
En este barrio se ubica el Centro de Tecnificación Deportiva de Oviedo, un complejo deportivo con piscina cubierta y al aire libre, canchas de baloncesto, fútbol, futbito, tenis, pista de atletismo y gimnasio.